# Je Anne
Je Anne is een muziektheatervoorstelling gebaseerd op het dagboek van Anne Frank.
De voorstelling werd in 2009 gebracht door Judas TheaterProducties vzw in Vlaanderen en in 2010 door Mark Vijn Theaterproducties in Nederland. Het oorspronkelijke Amerikaanse stuk ging in 1985 in première in New York.

## Verhaal
Je Anne gaat over het leven in 'Het Achterhuis' waar Anne Frank met haar familie moest onderduiken tijdens de Tweede Wereldoorlog. 
Centraal in de voorstelling staat het dagboek van Anne Frank, waarin ze al haar gedachten en gevoelens schreef. Zo krijgen we meer inzicht in de spanningen, de moeilijkheden, de angst en de hoop die er leefde in het Achterhuis. De teksten die ze opschreef in haar dagboek ondertekende ze telkens met ‘Je Anne’.

## Uitvoeringen

### Judas TheaterProducties
Judas TheaterProducties koos voor een vernieuwende versie van het originele stuk.
De voorstelling ging op 23 oktober 2009 in première in de Zwarte Zaal van het Fakkelteater.

#### Medewerkers
- Regie en bewerking: Brigitte Odett
- Scenario en liedteksten: Enid Futterman
- Vertaling: Eddy Lambrechts
- Muziek: Michael Cohen
- Musical director en arrangementen: Pol Vanfleteren
- Lichtontwerp: Dirk Ceulemans
- Geluidsontwerp: Stefan De Reese

#### Rolverdeling
- Anne Frank: An Vanderstighelen
- Oude vrouw: Suzanne Juchtmans
- Margot Frank: Helen Geets
- Edith Frank-Höllander: Anne Mie Gils
- Otto Frank: Dirk Van de Merlen
- Petronella Van Daan: Liliane Dorekens
- Hermann Van Daan: Door Van Boeckel
- Peter Van Daan: Steven Savelkoels
- Albert Dussel: Wim Van Den Driessche

### Mark Vijn Theaterproducties
Mark Vijn Theaterproducties gaf een eigen invulling aan de voorstelling die op 1 november 2010 in première ging in Schouwburg Het Park in Hoorn.

#### Medewerkers
- Regie en bewerking: Frank Van Laecke
- Scenario en liedteksten: Enid Futterman
- Vertaling: Rob Chrispijn
- Muziek: Michael Cohen
- Muzikale supervisie: Pol Vanfleteren
- Musical director: Michiel Münninghoff
- Lichtontwerp: Coen Van der Hoeven
- Geluidsontwerp: Ramon van Stee
- Producent: Mark Vijn

#### Rolverdeling
- Anne Frank: Abke Bruins
- Margot Frank: Sanne Bosman
- Edith Frank-Höllander: Marloes van den Heuvel
- Otto Frank: Thom Hoffman
- Petronella Van Daan: Annemarie Maas
- Hermann Van Daan: Frans Maas
- Peter Van Daan: Levi van Kempen
- Albert Dussel: Mark van der Laan
- Understudy Peter van Daan: Hugo Kennis
- Understudy Anne Frank: Evelien Lauwers

### Mark Vijn Theaterproducties
Mark Vijn Theaterproducties gaf een eigen invulling aan de voorstelling die op 26 februari 2024 in première gaat. 

#### Medewerkers
- Regie en bewerking: Frank Van Laecke
- Assistent regie: Bert Verbeke
- Vertaling: Frank Van Laecke en Rob Chrispijn
- Muzikale supervisie: Jeroen Sleijfer
- Muzikale leiding: Rosite van der Woude
- Haar en make-up: Mikki Vijn
- Decor- en lichtontwerp: Frank Van Laecke
- Geluidsontwerp: Ramon van Stee
- Kostuumontwerp: Geertje Geurtsen
- Producent: Mark Vijn

#### Rolverdeling
- Anne Frank: Silvana Rocha
- Margot Frank: Floor Brüggenwirth
- Edith Frank-Höllander: Marleen van der Loo
- Otto Frank: Chris Tates
- Hermann van Pels: Wim Van Den Driessche
- Auguste van Pels: Mariska van Kolck
- Peter van Pels: Sem Konijn
- Fritz Pfeffer: Jasper Kerkhof

'14-'18 · '40-'45 (België) · '40-'45 (Nederland) · De 3 Biggetjes · 3 Musketiers · Aida · Alice in Wonderland · A xXxmas Carola · Anatevka · Assepoester · Belle en het Beest · Billie Holiday · Bloedbroeders · The Bodyguard · Cabaret · Camelot · Cats · Chicago · Ciske de Rat · Cyrano de Bergerac · De Schone van Boskoop · Daens · Dirty Dancing · Doe Maar! · Domino · Doornroosje · Dracula · Drood · Elisabeth · Evita · Fame · De Finale · Flashdance · Foxtrot · Goodbye, Norma Jeane · Grease · Hair · High School Musical · De Jantjes · Jekyll & Hyde · Jersey Boys · Jesus Christ Superstar · Kadanza · De kleine zeemeermin · Koning van Katoren · Kruimeltje · Kuifje: De Zonnetempel · Kunt u mij de weg naar Hamelen vertellen, mijnheer? · The Last Five Years · Lelies · The Lion King · The Little Mermaid · Love Story · Lover of Loser · Mamma Mia! · De man van La Mancha · Mary Poppins · Les Misérables · Miss Saigon · Muerto! · De Muze van Rubens · My Fair Lady · On Your Feet! · Op hoop van Zegen · Oorlogswinter · The Passion · Pauline & Paulette · The Phantom of the Opera · Pinokkio · Red Star Line · Rembrandt · Robin Hood · Romeo en Julia, van Haat tot Liefde · De Rozenoorlog · Shhh...it happens! · Shrek · Soldaat van Oranje · Spring Awakening · De sprookjesmusical Klaas Vaak · Sneeuwwitje · The Sound of Music · Tarzan · Titanic · Turks fruit · Urinetown · De Vliegende Hollander · Wat Zien Ik?! · Wicked · The Wild Party · The Wiz · Wickie de viking de musical
    Portaal Musical